# Таддей, Марио
Марио Таддей — профессор миланского университета дизайна, специалист по кодексам и изобретениям Леонардо да Винчи, занимается администрированием веб-сайта «Leonardo3». Автор ряда книг и лауреат многих наград. Его труд «Машины Леонардо да Винчи: Тайны и изобретения в рукописях ученого» был переведён на 20 языков. Также занимается разработкой мультимедиа-технологий для музеев.